# Ordine della Croce della Terra Mariana
L'Ordine della Croce della Terra Mariana (in estone Maarjamaa Risti teenetemärk) è un ordine cavalleresco istituito il 16 maggio 1995 per onorare l'indipendenza dell'Estonia.

## Storia
L'Ordine della Croce di Terra Mariana viene concesso dal presidente della repubblica d'Estonia, il quale ottiene automaticamente le insegne di Collare dell'onorificenza all'inizio del suo mandato, mantenendola a vita, usato de facto come decorazione d'ufficio.
L'Ordine è la più alta decorazione conferirsi dall'Estonia verso i benemeriti dello Stato, sia cittadini che stranieri.

## Classi
L'Ordine della Croce della Terra Mariana è suddiviso in sei classi:
- Collare
- Cavaliere di I Classe
- Cavaliere di II Classe
- Cavaliere di III Classe
- Cavaliere di IV Classe
- Cavaliere di V Classe

| Nastri                 |                        |                         |
| Cavaliere di V Classe  | Cavaliere di IV Classe | Cavaliere di III Classe |
| Cavaliere di II Classe | Cavaliere di I Classe  | Collare                 |

## Insegne
- La medaglia consiste in una croce greca d'oro smaltata di bianco filettata di nero e di blu. Tra i bracci della croce si trovano delle decorazioni argentee. la medaglia è sostenuta al nastro tramite uno scudo d'oro con due leoni passanti e guardandi di colore blu.
- Il nastro è completamente blu.

## Insigniti notabili
- Egils Levits, 2023
- Alexander Van der Bellen, 2021
- Angela Merkel, 2021
- Borut Pahor, 2019
- Marcelo Rebelo de Sousa, 2019
- Raimonds Vējonis, 2019
- Laura Mattarella, 2018
- Sergio Mattarella, 2018
- Guglielmo Alessandro dei Paesi Bassi, 2018
- Máxima dei Paesi Bassi,2018
- Andrej Kiska, 2015
- Sauli Niinistö, 2014
- Alexander Stubb, 2024
- Andrzej Duda, 2025
- Dalia Grybauskaitė, 2013
- Joachim Gauck, 2013
- Andrzej Wajda, 2008
- Arno Pijpers, 2008
- Aníbal Cavaco Silva, 2008
- Alberto II del Belgio, 2008
- Beatrice dei Paesi Bassi, 2008
- Juan Carlos I, 2007
- Imperatore emerito Akihito, 2007
- Mikheil Saakashvili, 2007
- Elisabetta II del Regno Unito, 2006
- Lech Wałęsa, 2006
- Toomas Hendrik Ilves, 2006
- László Sólyom, 2006
- Ivan Gašparovič, 2005
- Carlo Azeglio Ciampi, 2004
- Joe Biden, 2004
- Tassos Papadopoulos, 2004
- Ion Iliescu, 2003
- Georgi Părvanov, 2003
- Jorge Sampaio, 2003
- Enrico di Lussemburgo, 2003
- Ahmet Necdet Sezer, 2002
- Arnold Rüütel, 2001
- Jacques Chirac, 2001
- Guido de Marco, 2001
- Ferenc Mádl, 2000
- Johannes Rau, 2000
- Tarja Halonen, 2000
- Vaira Vīķe-Freiberga, 2000
- Harald V di Norvegia, 1998
- Ólafur Ragnar Grímsson, 1998
- Aleksander Kwaśniewski, 1998
- Algirdas Brazauskas, 1997
- Süleyman Demirel, 1997
- Oscar Luigi Scalfaro,1997
- Árpád Göncz,1997
- Milan Kučan, 1997
- Guntis Ulmanis, 1996
- Václav Havel, 1996
- Margherita II di Danimarca, 1995
- Ernesto Zedillo, 	1995
- Carlo XVI Gustavo di Svezia, 1995
- Martti Ahtisaari, 1995